# Élections municipales de 2021 dans Le Haut-Saint-Laurent
Pour un article plus général, voir Élections municipales de 2021 en Montérégie.
Cet article concerne les élections municipales de 2021 en Montérégie dans la municipalité régionale de comté du Haut-Saint-Laurent.

## Dundee
|             | Élection (2017)                                                                      | Dissolution (2021)                                                                   | Élection (2021)                                                                    |
| Maire       | Linda Gagnon                                                                         | Linda Gagnon                                                                         | Linda Gagnon                                                                       |
| Conseillers | Raymond Lazure Marc Myre Michel Dupuis Justin Nieuwenhof Yves Lalonde Kenneth Fraser | Raymond Lazure Marc Myre Michel Dupuis Justin Nieuwenhof Yves Lalonde Daibhid Fraser | Raymond Lazure Marc Myre Michel Dupuis Justin Nieuwenhof Marie Myre Daibhid Fraser |

| Candidats conseiller #1 | Vote            | %               |
| ----------------------- | --------------- | --------------- |
| Linda Gagnon (Sortante) | Sans opposition | Sans opposition |

| Candidats conseiller #1  | Vote            | %               |
| ------------------------ | --------------- | --------------- |
| Raymond Lazure (Sortant) | Sans opposition | Sans opposition |

| Candidats conseiller #2 | Vote            | %               |
| ----------------------- | --------------- | --------------- |
| Marc Myre (Sortant)     | Sans opposition | Sans opposition |

| Candidats conseiller #3 | Vote            | %               |
| ----------------------- | --------------- | --------------- |
| Michel Dupuis (Sortant) | Sans opposition | Sans opposition |

| Candidats conseiller #4     | Vote            | %               |
| --------------------------- | --------------- | --------------- |
| Justin Nieuwenhof (Sortant) | Sans opposition | Sans opposition |

| Candidats conseiller #5 | Vote            | %               |
| ----------------------- | --------------- | --------------- |
| Marie Myre              | Sans opposition | Sans opposition |

| Candidats conseiller #6  | Vote            | %               |
| ------------------------ | --------------- | --------------- |
| Daibhid Fraser (Sortant) | Sans opposition | Sans opposition |

## Elgin
|             | Élection (2017)                                                                       | Dissolution (2021)                                                                    | Élection (2021)                                                                   |
| Maire       | Deborah Stewart                                                                       | Deborah Stewart                                                                       | Deborah Stewart                                                                   |
| Conseillers | Yves Beauregard James Gaw Donald Bergevin David Drummond Markus Liebl Matthew Wallace | Yves Beauregard James Gaw Donald Bergevin David Drummond Markus Liebl Matthew Wallace | Justin Moss James Gaw Donald Bergevin David Drummond Markus Liebl Matthew Wallace |

| Candidats pour la mairie   | Vote            | %               |
| -------------------------- | --------------- | --------------- |
| Deborah Stewart (Sortante) | Sans opposition | Sans opposition |

| Candidats conseiller #1 | Vote | %     |
| ----------------------- | ---- | ----- |
| Justin Moss             | 76   | 67,86 |
| David Jowle             | 36   | 32,14 |

| Candidats conseiller #2 | Vote            | %               |
| ----------------------- | --------------- | --------------- |
| James Gaw (Sortant)     | Sans opposition | Sans opposition |

| Candidats conseiller #3   | Vote            | %               |
| ------------------------- | --------------- | --------------- |
| Donald Bergevin (Sortant) | Sans opposition | Sans opposition |

| Candidats conseiller #4  | Vote            | %               |
| ------------------------ | --------------- | --------------- |
| David Drummond (Sortant) | Sans opposition | Sans opposition |

| Candidats conseiller #5 | Vote            | %               |
| ----------------------- | --------------- | --------------- |
| Markus Liebl (Sortant)  | Sans opposition | Sans opposition |

| Candidats conseiller #6   | Vote            | %               |
| ------------------------- | --------------- | --------------- |
| Matthew Wallace (Sortant) | Sans opposition | Sans opposition |

## Franklin
|             | Élection (2017)                                                                                    | Dissolution (2021)                                                                                  | Élection (2021)                                                                            |
| Maire       | Douglas Brooks                                                                                     | Douglas Brooks                                                                                      | Yves Métras                                                                                |
| Conseillers | Marc-André Laberge Sébastien Rémillard Michel Vaillancourt Vincent Meloche Yves Métras James Mavré | Marc-André Laberge Sébastien Rémillard Michel Vaillancourt Vincent Meloche Yves Métras Éric Payette | Marc-André Laberge Lyne Mckenzie Simon Brennan Mark Blair Nathaniel St-Pierre Éric Payette |

| Taux de participation :                | Taux de participation :                | Taux de participation :                | Taux de participation :                | Taux de participation :                | 51,8 % |
| Nombre de votes valides :              | Nombre de votes valides :              | Nombre de votes valides :              | Nombre de votes valides :              | Nombre de votes valides :              | 768    |
| Nombre de votes rejetées à la mairie : | Nombre de votes rejetées à la mairie : | Nombre de votes rejetées à la mairie : | Nombre de votes rejetées à la mairie : | Nombre de votes rejetées à la mairie : | 5      |
| Nombre d'électeurs inscrits :          | Nombre d'électeurs inscrits :          | Nombre d'électeurs inscrits :          | Nombre d'électeurs inscrits :          | Nombre d'électeurs inscrits :          | 1 493  |

| Partis | Partis        | Candidats pour la mairie               | Vote | %     |
| ------ | ------------- | -------------------------------------- | ---- | ----- |
|        | Équipe Métras | Yves Métras (Sortant d'un autre poste) | 436  | 56,77 |
|        | Indépendant   | Jacques Roy                            | 191  | 24,87 |
|        | Indépendant   | Douglas Brooks (Sortant)               | 141  | 18,36 |

| Partis | Partis        | Candidats conseiller #1      | Vote | %     |
| ------ | ------------- | ---------------------------- | ---- | ----- |
|        | Équipe Métras | Marc-André Laberge (Sortant) | 402  | 53,82 |
|        | Indépendant   | Lea Leahy                    | 345  | 46,18 |

| Partis | Partis        | Candidats conseiller #2       | Vote | %     |
| ------ | ------------- | ----------------------------- | ---- | ----- |
|        | Équipe Métras | Lyne Mckenzie                 | 422  | 55,02 |
|        | Indépendant   | Luc Grégoire                  | 221  | 28,81 |
|        | Indépendant   | Sébastien Rémillard (Sortant) | 124  | 16,17 |

| Partis | Partis      | Candidats conseiller #3       | Vote | %     |
| ------ | ----------- | ----------------------------- | ---- | ----- |
|        | Indépendant | Simon Brennan                 | 325  | 44,04 |
|        | Indépendant | Michel Vaillancourt (Sortant) | 298  | 40,38 |
|        | Indépendant | Sébastien Nadeau              | 115  | 15,58 |

| Partis | Partis        | Candidats conseiller #4 | Vote | %     |
| ------ | ------------- | ----------------------- | ---- | ----- |
|        | Équipe Métras | Mark Blair              | 478  | 63,56 |
|        | Indépendant   | Josianne Brault-Lussier | 274  | 36,44 |

| Partis | Partis        | Candidats conseiller #5 | Vote | %     |
| ------ | ------------- | ----------------------- | ---- | ----- |
|        | Équipe Métras | Nathaniel St-Pierre     | 418  | 55,88 |
|        | Indépendant   | Carol Viscusi Rémillard | 330  | 44,12 |

| Partis | Partis        | Candidats conseiller #6 | Vote | %     |
| ------ | ------------- | ----------------------- | ---- | ----- |
|        | Équipe Métras | Éric Payette (Sortant)  | 430  | 56,65 |
|        | Indépendant   | Vincent Meloche         | 165  | 21,74 |
|        | Indépendant   | Daniel Chabot           | 164  | 21,61 |

## Godmanchester
|             | Élection (2017)                                                                                 | Dissolution (2021)                                                                  | Élection (2021)                                                                                 |
| Maire       | Pierre Poirier                                                                                  | Pierre Poirier                                                                      | Pierre Poirier                                                                                  |
| Conseillers | Marie Galipeau Peter Bulow Denis Vallière Jean-Maurice Daoust William Martin Adrien Van Sundert | Marie Galipeau Peter Bulow Denis Vallière Jean-Maurice Daoust William Martin Vacant | Marie Galipeau Michel Duheme Alyssa Ann Leblanc Jean-Maurice Daoust Judith Fouquet Sylvie Lemay |

| Candidats pour la mairie | Vote            | %               |
| ------------------------ | --------------- | --------------- |
| Pierre Poirier (Sortant) | Sans opposition | Sans opposition |

| Candidats conseiller #1   | Vote            | %               |
| ------------------------- | --------------- | --------------- |
| Marie Galipeau (Sortante) | Sans opposition | Sans opposition |

| Candidats conseiller #2 | Vote | %     |
| ----------------------- | ---- | ----- |
| Michel Duheme           | 247  | 59,52 |
| Marcel Forget           | 168  | 40,48 |

| Candidats conseiller #3   | Vote | %     |
| ------------------------- | ---- | ----- |
| Alyssa Ann Leblanc        | 255  | 60,57 |
| Denis Vallières (Sortant) | 166  | 39,43 |

| Candidats conseiller #4       | Vote | %     |
| ----------------------------- | ---- | ----- |
| Jean-Maurice Daoust (Sortant) | 331  | 80,34 |
| Jean Legros                   | 91   | 19,66 |

| Candidats conseiller #5        | Vote | %     |
| ------------------------------ | ---- | ----- |
| Judith Forget                  | 241  | 57,24 |
| William Henry Martin (Sortant) | 180  | 42,76 |

| Candidats conseiller #6 | Vote            | %               |
| ----------------------- | --------------- | --------------- |
| Sylvie Lemay            | Sans opposition | Sans opposition |

## Havelock
|             | Élection (2017)                                                                              | Dissolution (2021)                                                                           | Élection (2021)                                                                                      |
| Maire       | Denis Henderson                                                                              | Denis Henderson                                                                              | Stéphane Gingras                                                                                     |
| Conseillers | Hélène Lavallée Lori Sutton Carroll Greg Edwards Daniel Boileau Michael Allen Dale E. Sutton | Hélène Lavallée Lori Sutton Carroll Greg Edwards Daniel Boileau Michael Allen Dale E. Sutton | Hélène Lavallée Philippe Bourdeau Gregg Edwards Vivianne Bleau Michael Allen Christopher Sherrington |

| Taux de participation :                | Taux de participation :                | Taux de participation :                | Taux de participation :                | Taux de participation :                | 67,7 % |
| Nombre de votes valides :              | Nombre de votes valides :              | Nombre de votes valides :              | Nombre de votes valides :              | Nombre de votes valides :              | 450    |
| Nombre de votes rejetées à la mairie : | Nombre de votes rejetées à la mairie : | Nombre de votes rejetées à la mairie : | Nombre de votes rejetées à la mairie : | Nombre de votes rejetées à la mairie : | 0      |
| Nombre d'électeurs inscrits :          | Nombre d'électeurs inscrits :          | Nombre d'électeurs inscrits :          | Nombre d'électeurs inscrits :          | Nombre d'électeurs inscrits :          | 665    |

| Candidats pour la mairie  | Vote | %     |
| ------------------------- | ---- | ----- |
| Stéphane Gingras          | 227  | 50,44 |
| Denis Henderson (Sortant) | 223  | 49,56 |

| Candidats conseiller #1    | Vote            | %               |
| -------------------------- | --------------- | --------------- |
| Hélène Lavallée (Sortante) | Sans opposition | Sans opposition |

| Candidats conseiller #2       | Vote | %     |
| ----------------------------- | ---- | ----- |
| Philippe Bourdeau             | 233  | 51,66 |
| Lori Sutton Carroll (Sortant) | 218  | 48,34 |

| Candidats conseiller #3 | Vote | %     |
| ----------------------- | ---- | ----- |
| Gregg Edwards (Sortant) | 242  | 53,90 |
| Audrey Ferraro          | 207  | 46,10 |

| Candidats conseiller #4  | Vote | %     |
| ------------------------ | ---- | ----- |
| Vivianne Bleau           | 299  | 66,00 |
| Daniel Boileau (Sortant) | 154  | 34,00 |

| Candidats conseiller #5 | Vote            | %               |
| ----------------------- | --------------- | --------------- |
| Michael Allen (Sortant) | Sans opposition | Sans opposition |

| Candidats conseiller #6 | Vote | %     |
| ----------------------- | ---- | ----- |
| Christopher Sherrington | 264  | 58,80 |
| David Lemieux-Bibeau    | 185  | 41,20 |

- Démission de Stéphane Gingras, maire, le 2 septembre 2022[1]. Philippe Boudreau, conseiller #2, exerce la fonction de maire suppléant pendant l'intérim[1].

- Démission de Philippe Boudreau, maire suppléant et conseiller #2, le 21 octobre 2022 afin de se porter candidat lors de l'élection partielle pour la mairie. Gregg Edward, conseiller #3, assure l'intérim à titre de maire suppléant[2].

- Élection de Gerald Beaudoin au poste de maire le 20 novembre 2022[3].

| Candidats pour la mairie                     | Vote      | %     |
| -------------------------------------------- | --------- | ----- |
| Gerald Beaudoin                              | 238       | 84,70 |
| Philippe Bourdeau (Sortant d'un autre poste) | 43        | 15,30 |
| Bulletins rejetés                            | 0         |       |
| Taux de participation                        | 281 / 642 | 43,77 |

- Élection de Lori Sutton Carroll au poste de conseillère #2 le 26 février 2023[4].

| Candidats conseiller #2 | Vote      | %     |
| ----------------------- | --------- | ----- |
| Lori Sutton Carroll     | 148       | 57,81 |
| Danny Boileau           | 108       | 42,19 |
| Bulletins rejetés       | 0         |       |
| Taux de participation   | 256 / 647 | 39,57 |

## Hinchinbrooke
|             | Élection (2017)                                                              | Dissolution (2021)                                                              | Élection (2021)                                                                        |
| Maire       | Carolyn T. Cameron                                                           | Carolyn T. Cameron                                                              | Mark Wallace                                                                           |
| Conseillers | Elgin Macfarlane Kirk Feeny Carol Craig Mark Bakos Mark Wallace Nadia Ricard | Elgin Macfarlane Kirk Feeny Diane L'Ecuyer Mark Bakos Mark Wallace Nadia Ricard | Elgin Macfarlane Kirk Feeny Tanya Clarke Mark Bakos Laurie Ann Prévost Margo McCaffrey |

| Taux de participation :                | Taux de participation :                | Taux de participation :                | Taux de participation :                | Taux de participation :                | 28,7 % |
| Nombre de votes valides :              | Nombre de votes valides :              | Nombre de votes valides :              | Nombre de votes valides :              | Nombre de votes valides :              | 511    |
| Nombre de votes rejetées à la mairie : | Nombre de votes rejetées à la mairie : | Nombre de votes rejetées à la mairie : | Nombre de votes rejetées à la mairie : | Nombre de votes rejetées à la mairie : | 4      |
| Nombre d'électeurs inscrits :          | Nombre d'électeurs inscrits :          | Nombre d'électeurs inscrits :          | Nombre d'électeurs inscrits :          | Nombre d'électeurs inscrits :          | 1 794  |

| Candidats pour la mairie                | Vote | %     |
| --------------------------------------- | ---- | ----- |
| Mark Wallace (Sortant d'un autre poste) | 377  | 73,78 |
| Alfred Mackay                           | 78   | 15,26 |
| Edgar Malboeuf                          | 56   | 10,96 |

| Candidats conseiller #1    | Vote            | %               |
| -------------------------- | --------------- | --------------- |
| Elgin Macfarlane (Sortant) | Sans opposition | Sans opposition |

| Candidats conseiller #2 | Vote            | %               |
| ----------------------- | --------------- | --------------- |
| Kirk Feeny (Sortant)    | Sans opposition | Sans opposition |

| Candidats conseiller #3 | Vote            | %               |
| ----------------------- | --------------- | --------------- |
| Tanya Clarke            | Sans opposition | Sans opposition |

| Candidats conseiller #4 | Vote | %     |
| ----------------------- | ---- | ----- |
| Mark Bakos (Sortant)    | 271  | 55,99 |
| Ralph Duncan            | 213  | 44,01 |

| Candidats conseiller #5 | Vote | %     |
| ----------------------- | ---- | ----- |
| Laurie Ann Prévost      | 332  | 67,76 |
| Stuart Iversen          | 158  | 32,24 |

| Candidats conseiller #6 | Vote | %     |
| ----------------------- | ---- | ----- |
| Margo McCaffrey         | 340  | 68,27 |
| Nadia Ricard (Sortante) | 86   | 17,27 |
| Gerry Bocchicchio       | 72   | 14,46 |

- Démission de Margo McCaffrey, conseillère #6, le 1er mai 2023[5].

- Entrée de Ralph Duncan au conseil à titre de conseiller #6 lors de la séance du 3 juillet 2023[6].

| Candidats conseiller #6 | Vote | %   |
| ----------------------- | ---- | --- |
| Ralph Duncan            | n/d  | n/d |

## Howick
|             | Élection (2017)                                                                             | Dissolution (2021)                                                                  | Élection (2021)                                                                           |
| Maire       | Richard Raithby                                                                             | Richard Raithby                                                                     | Richard Raithby                                                                           |
| Conseillers | Ronald Lavoie Réjean Chenail Jean-Denis Billette Danny McArthur Louise Cholette Ryan Bulmer | Ronald Lavoie Vacant Jean-Denis Billette Danny McArthur Louise Cholette Ryan Bulmer | Ronald Lavoie Patrice Rose Jean-Denis Billette Danny McArthur Louise Cholette Ryan Bulmer |

| Candidats pour la mairie  | Vote            | %               |
| ------------------------- | --------------- | --------------- |
| Richard Raithby (Sortant) | Sans opposition | Sans opposition |

| Candidats conseiller #1 | Vote            | %               |
| ----------------------- | --------------- | --------------- |
| Ronald Lavoie (Sortant) | Sans opposition | Sans opposition |

| Candidats conseiller #2 | Vote | %     |
| ----------------------- | ---- | ----- |
| Patrice Rose            | 93   | 67,88 |
| Jordan McArthur         | 44   | 32,12 |

| Candidats conseiller #3       | Vote            | %               |
| ----------------------------- | --------------- | --------------- |
| Jean-Denis Billette (Sortant) | Sans opposition | Sans opposition |

| Candidats conseiller #4  | Vote            | %               |
| ------------------------ | --------------- | --------------- |
| Danny McArthur (Sortant) | Sans opposition | Sans opposition |

| Candidats conseiller #5    | Vote            | %               |
| -------------------------- | --------------- | --------------- |
| Louise Cholette (Sortante) | Sans opposition | Sans opposition |

| Candidats conseiller #6 | Vote            | %               |
| ----------------------- | --------------- | --------------- |
| Ryan Bulmer (Sortant)   | Sans opposition | Sans opposition |

## Huntingdon
|             | Élection (2017)                                                                          | Dissolution (2021)                                                                       | Élection (2021)                                                                          |
| Maire       | André Brunette                                                                           | André Brunette                                                                           | André Brunette                                                                           |
| Conseillers | Denis St-Cyr Andrea Geary Dominic Tremblay Florent Ricard Maurice Brossoit Rémi Robidoux | Denis St-Cyr Andrea Geary Dominic Tremblay Florent Ricard Maurice Brossoit Rémi Robidoux | Denis St-Cyr Andrea Geary Dominic Tremblay Florent Ricard Maurice Brossoit Rémi Robidoux |

| Candidats pour la mairie | Vote            | %               |
| ------------------------ | --------------- | --------------- |
| André Brunette (Sortant) | Sans opposition | Sans opposition |

| Candidats Quartier 1 - Sud | Vote            | %               |
| -------------------------- | --------------- | --------------- |
| Denis St-Cyr (Sortant)     | Sans opposition | Sans opposition |

| Candidats Quartier 2 - Sud | Vote            | %               |
| -------------------------- | --------------- | --------------- |
| Andrea Geary (Sortante)    | Sans opposition | Sans opposition |

| Candidats Quartier 3 - Ouest | Vote            | %               |
| ---------------------------- | --------------- | --------------- |
| Dominic Tremblay (Sortant)   | Sans opposition | Sans opposition |

| Candidats Quartier 4 - Ouest | Vote            | %               |
| ---------------------------- | --------------- | --------------- |
| Florent Ricard (Sortant)     | Sans opposition | Sans opposition |

| Candidats Quartier 5 - Est | Vote            | %               |
| -------------------------- | --------------- | --------------- |
| Maurice Brossoit (Sortant) | Sans opposition | Sans opposition |

| Candidats Quartier 6 - Est | Vote            | %               |
| -------------------------- | --------------- | --------------- |
| Rémi Robidoux (Sortant)    | Sans opposition | Sans opposition |

## Ormstown
|             | Élection (2017)                                                                               | Dissolution (2021)                                                                     | Élection (2021)                                                                                  |
| Maire       | Jacques Lapierre                                                                              | Jacques Lapierre                                                                       | Christine McAleer                                                                                |
| Conseillers | Kenneth Dolphin Jacques Guilbault Stephen Ovans Michelle Greig Thomas Vandor Chantale Laroche | Kenneth Dolphin Jacques Guilbault Stephen Ovans Michelle Greig Vacant Chantale Laroche | Thomas Vandor Jacques Guilbault Stephen Ovans Éric Bourdeau Kimberley Barrington Shane Beauchamp |

| Taux de participation :                | Taux de participation :                | Taux de participation :                | Taux de participation :                | Taux de participation :                | 35,0 % |
| Nombre de votes valides :              | Nombre de votes valides :              | Nombre de votes valides :              | Nombre de votes valides :              | Nombre de votes valides :              | 1 068  |
| Nombre de votes rejetées à la mairie : | Nombre de votes rejetées à la mairie : | Nombre de votes rejetées à la mairie : | Nombre de votes rejetées à la mairie : | Nombre de votes rejetées à la mairie : | 32     |
| Nombre d'électeurs inscrits :          | Nombre d'électeurs inscrits :          | Nombre d'électeurs inscrits :          | Nombre d'électeurs inscrits :          | Nombre d'électeurs inscrits :          | 3 147  |

| Candidats pour la mairie | Vote | %     |
| ------------------------ | ---- | ----- |
| Christine McAleer        | 567  | 53,09 |
| Philippe Besombess       | 501  | 46,91 |

| Candidats conseiller #1   | Vote | %     |
| ------------------------- | ---- | ----- |
| Thomas Vandor             | 597  | 55,90 |
| Kenneth Dolphin (Sortant) | 471  | 44,10 |

| Candidats conseiller #2     | Vote | %     |
| --------------------------- | ---- | ----- |
| Jacques Guilbault (Sortant) | 578  | 53,97 |
| Pierre Bohemen              | 493  | 46,03 |

| Candidats conseiller #3 | Vote | %     |
| ----------------------- | ---- | ----- |
| Stephen Ovans (Sortant) | 462  | 42,86 |
| Francis Brissette       | 391  | 36,27 |
| Lucille Morin           | 225  | 20,87 |

| Candidats conseiller #4 | Vote | %     |
| ----------------------- | ---- | ----- |
| Éric Bourdeau           | 521  | 48,60 |
| Jonathan Allen          | 331  | 30,88 |
| Suzanne Hutchinson      | 220  | 20,52 |

| Candidats conseiller #5 | Vote | %     |
| ----------------------- | ---- | ----- |
| Kimberley Barrington    | 390  | 36,69 |
| Mark-Olivier Soucy      | 341  | 32,08 |

| Candidats conseiller #6     | Vote | %     |
| --------------------------- | ---- | ----- |
| Shane Beauchamp             | 621  | 57,88 |
| Chantale Laroche (Sortante) | 452  | 42,12 |

## Saint-Anicet
|             | Élection (2017)                                                                                | Dissolution (2021)                                                                             | Élection (2021)                                                                              |
| Maire       | Gino Moretti                                                                                   | Gino Moretti                                                                                   | Gino Moretti                                                                                 |
| Conseillers | Ginette Caza Heather L'Heureux Roger Carignan Sylvie Tourangeau François Boileau Johanne Leduc | Ginette Caza Heather L'Heureux Roger Carignan Sylvie Tourangeau François Boileau Johanne Leduc | Ginette Caza Marius Trépanier Audrey Caza Sylvie Tourangeau Anne-Marie Leblanc Lyne Cardinal |

| Taux de participation :                | Taux de participation :                | Taux de participation :                | Taux de participation :                | Taux de participation :                | 47,2 % |
| Nombre de votes valides :              | Nombre de votes valides :              | Nombre de votes valides :              | Nombre de votes valides :              | Nombre de votes valides :              | 1 176  |
| Nombre de votes rejetées à la mairie : | Nombre de votes rejetées à la mairie : | Nombre de votes rejetées à la mairie : | Nombre de votes rejetées à la mairie : | Nombre de votes rejetées à la mairie : | 18     |
| Nombre d'électeurs inscrits :          | Nombre d'électeurs inscrits :          | Nombre d'électeurs inscrits :          | Nombre d'électeurs inscrits :          | Nombre d'électeurs inscrits :          | 2 529  |

| Candidats pour la mairie | Vote | %     |
| ------------------------ | ---- | ----- |
| Gino Moretti (Sortant)   | 594  | 50,51 |
| André Picard             | 582  | 49,49 |

| Candidats district #1   | Vote            | %               |
| ----------------------- | --------------- | --------------- |
| Ginette Caza (Sortante) | Sans opposition | Sans opposition |

| Candidats district #2 | Vote | %     |
| --------------------- | ---- | ----- |
| Marius Trépanier      | 177  | 63,67 |
| Bradley Duke          | 101  | 36,33 |

| Candidats district #3 | Vote | %     |
| --------------------- | ---- | ----- |
| Audrey Caza           | 74   | 61,16 |
| Sarah Drouin          | 47   | 38,84 |

| Candidats district #4       | Vote            | %               |
| --------------------------- | --------------- | --------------- |
| Sylvie Tourangeau (Sortant) | Sans opposition | Sans opposition |

| Candidats district #5 | Vote | %     |
| --------------------- | ---- | ----- |
| Anne-Marie Leblanc    | 98   | 56,32 |
| Guy Champagne         | 76   | 46,68 |

| Candidats district #6 | Vote | %     |
| --------------------- | ---- | ----- |
| Lyne Cardinal         | 236  | 79,73 |
| Carole Éthier         | 60   | 20,27 |

- Démission de Marius Trépanier, conseiller #2, en mai-juin 2022[7].

- Élection sans opposition de Bradley Duke au poste de conseiller #2 le 19 août 2022[7].

## Saint-Chrysostome
|             | Élection (2017)                                                                             | Dissolution (2021)                                                                     | Élection (2021)                                                                     |
| Maire       | Gilles Dagenais                                                                             | Gilles Dagenais                                                                        | Steve Laberge                                                                       |
| Conseillers | Colette Jacquet Marc Roy Steve Laberge Richard Pommainville Mélissa St-Jean Mario Henderson | Colette Jacquet Marc Roy Steve Laberge Richard Beaudin Mélissa St-Jean Mario Henderson | Mario Henderson Marc Roy Jean-Luc Payant Richard Beaudin Martin Lafond Suzan Demers |

| Taux de participation :                | Taux de participation :                | Taux de participation :                | Taux de participation :                | Taux de participation :                | 53,8 % |
| Nombre de votes valides :              | Nombre de votes valides :              | Nombre de votes valides :              | Nombre de votes valides :              | Nombre de votes valides :              | 1 146  |
| Nombre de votes rejetées à la mairie : | Nombre de votes rejetées à la mairie : | Nombre de votes rejetées à la mairie : | Nombre de votes rejetées à la mairie : | Nombre de votes rejetées à la mairie : | 1      |
| Nombre d'électeurs inscrits :          | Nombre d'électeurs inscrits :          | Nombre d'électeurs inscrits :          | Nombre d'électeurs inscrits :          | Nombre d'électeurs inscrits :          | 2 131  |

| Candidats pour la mairie                 | Vote | %     |
| ---------------------------------------- | ---- | ----- |
| Steve Laberge (Sortant d'un autre poste) | 763  | 66,58 |
| Gilles Dagenais (Sortant)                | 324  | 28,27 |
| Michel Labonté                           | 59   | 5,15  |

| Candidats district #1                      | Vote | %     |
| ------------------------------------------ | ---- | ----- |
| Mario Henderson (Sortant d'un autre poste) | 154  | 70,64 |
| Colette Jaquet (Sortante)                  | 40   | 18,35 |
| Michel Taillefer                           | 24   | 11,01 |

| Candidats district #2 | Vote            | %               |
| --------------------- | --------------- | --------------- |
| Marc Roy (Sortant)    | Sans opposition | Sans opposition |

| Candidats district #3 | Vote | %     |
| --------------------- | ---- | ----- |
| Jean-Luc Payant       | 169  | 90,37 |
| Jonathan Major        | 18   | 9,63  |

| Candidats district #4     | Vote            | %               |
| ------------------------- | --------------- | --------------- |
| Richard Beaudin (Sortant) | Sans opposition | Sans opposition |

| Candidats district #5   | Vote            | %               |
| ----------------------- | --------------- | --------------- |
| Martin Lafond (Sortant) | Sans opposition | Sans opposition |

| Candidats district #6 | Vote | %     |
| --------------------- | ---- | ----- |
| Suzan Demers          | 146  | 85,88 |
| Henri Major           | 24   | 14,12 |

## Sainte-Barbe
|             | Élection (2017)                                                                           | Dissolution (2021)                                                               | Élection (2021)                                                                                          |
| Maire       | Louise Lebrun                                                                             | Louise Lebrun                                                                    | Louise Lebrun                                                                                            |
| Conseillers | Robert Chrétien Marilou Carrier Nicole Poirier Louise Boutin Roland Czech Philippe Daoust | Robert Chrétien Marilou Carrier Nicole Poirier Louise Boutin Roland Czech Vacant | Johanne Béliveau Marilou Carrier Miriame Dubuc-Perras François Gagnon Denis Larocque Daniel Pinsonneault |

| Candidats pour la mairie | Vote            | %               |
| ------------------------ | --------------- | --------------- |
| Louise Lebrun (Sortante) | Sans opposition | Sans opposition |

| Candidats conseiller #1 | Vote            | %               |
| ----------------------- | --------------- | --------------- |
| Johanne Béliveau        | Sans opposition | Sans opposition |

| Candidats conseiller #2    | Vote            | %               |
| -------------------------- | --------------- | --------------- |
| Marilou Carrier (Sortante) | Sans opposition | Sans opposition |

| Candidats conseiller #3 | Vote | %     |
| ----------------------- | ---- | ----- |
| Miriame Dubuc-Perras    | 408  | 64,15 |
| Stéphane Fortier        | 228  | 35,85 |

| Candidats conseiller #4 | Vote            | %               |
| ----------------------- | --------------- | --------------- |
| François Gagnon         | Sans opposition | Sans opposition |

| Candidats conseiller #5 | Vote            | %               |
| ----------------------- | --------------- | --------------- |
| Denis Larocque          | Sans opposition | Sans opposition |

| Candidats conseiller #6 | Vote            | %               |
| ----------------------- | --------------- | --------------- |
| Daniel Pinsonneault     | Sans opposition | Sans opposition |

## Très-Saint-Sacrement
|             | Élection (2017)                                                                          | Dissolution (2021)                                                                       | Élection (2021)                                                                          |
| Maire       | Agnes McKell                                                                             | Agnes McKell                                                                             | Agnes McKell                                                                             |
| Conseillers | Danny Anderson Karine Poirier Guy Bergevin Jonathan Craig James Templeton Pascal Laramée | Danny Anderson Karine Poirier Guy Bergevin Jonathan Craig James Templeton Pascal Laramée | Danny Anderson Karine Poirier Guy Bergevin Jonathan Craig James Templeton Pascal Laramée |

| Candidats pour la mairie | Vote            | %               |
| ------------------------ | --------------- | --------------- |
| Agnes McKell (Sortante)  | Sans opposition | Sans opposition |

| Candidats conseiller #1  | Vote            | %               |
| ------------------------ | --------------- | --------------- |
| Danny Anderson (Sortant) | Sans opposition | Sans opposition |

| Candidats conseiller #2 | Vote            | %               |
| ----------------------- | --------------- | --------------- |
| Karine Poirier          | Sans opposition | Sans opposition |

| Candidats conseiller #3 | Vote            | %               |
| ----------------------- | --------------- | --------------- |
| Guy Bergevin            | Sans opposition | Sans opposition |

| Candidats conseiller #4 | Vote            | %               |
| ----------------------- | --------------- | --------------- |
| Jonathan Craig          | Sans opposition | Sans opposition |

| Candidats conseiller #5   | Vote            | %               |
| ------------------------- | --------------- | --------------- |
| James Templeton (Sortant) | Sans opposition | Sans opposition |

| Candidats conseiller #6  | Vote            | %               |
| ------------------------ | --------------- | --------------- |
| Pascal Laramée (Sortant) | Sans opposition | Sans opposition |